# Kaliskie Linie Autobusowe
Kaliskie Linie Autobusowe (skrót: KLA) – przedsiębiorstwo komunikacji miejskiej utworzone 1 czerwca 1994 w Kaliszu. Do 10 września 2010 spółka joint venture z udziałem miasta Kalisza i brytyjskiego przedsiębiorstwa Southern Vectis. Miesięcznie z przejazdów Kaliskich Linii Autobusowych korzysta ok. 700 tysięcy pasażerów.
Obecnie (maj 2025) spółka posiada 68 autobusów i 4 busy przeznaczone do przewozu dzieci niepełnosprawnych.
W 2020 Kaliskie Linie Autobusowe uplasowały się na 5. miejscu w Ogólnopolskim Rankingu Najlepszych Przedsiębiorstw Komunikacji Miejskiej, opublikowanym na łamach „Dziennika Gazety Prawnej”.

## Kalendarium Kaliskich Linii Autobusowych

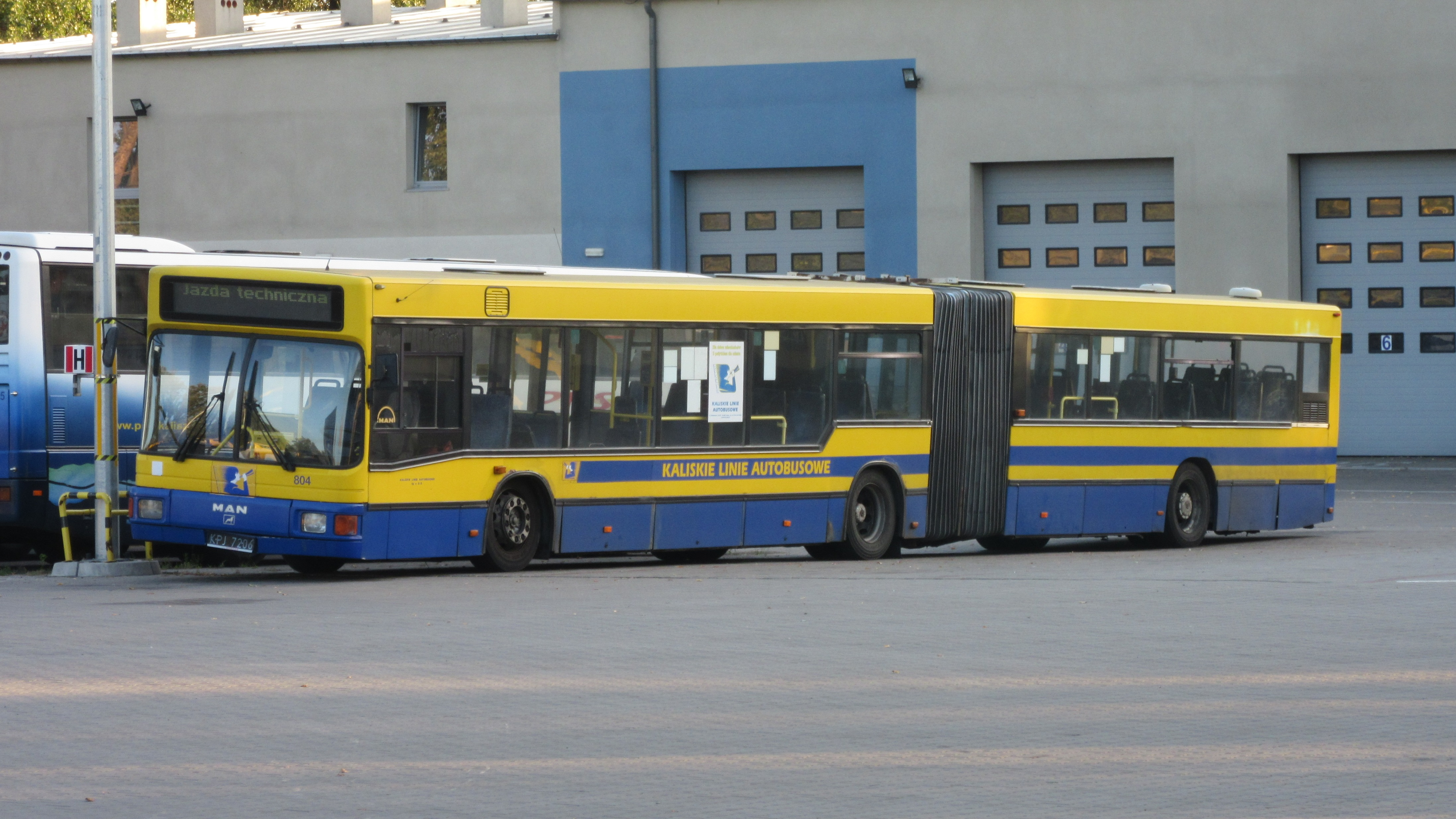
MAN NG 312 w zajezdni KLA przy ul. Wrocławskiej (2016)

### Lata 1994–2000
- 1 czerwca 1994 – powstanie spółki joint venture Kaliskie Linie Autobusowe z udziałem Miasta Kalisza i brytyjskiej firmy Southern Vectis[4].
- 6 grudnia 1996 – zakup pierwszego autobusu niskopodłogowego Volvo B10BLE, który w 2005 osiągnął przebieg 1 mln kilometrów[5]
- 2000 – wprowadzenie karty elektronicznej jako formy opłaty za przejazd, pierwszy raz w Polsce[4].

### Lata 2001–2010
- 2004 – wprowadzenie wewnętrznego systemu monitorowania autobusów[4].
- 2007 – zawarto porozumienie transportowe Kaliskich Linii Autobusowych z MZK Ostrów Wielkopolski, dotyczące połączenia komunikacyjnego między miastami[4].
- 2007 – po raz ostatni na ulice Kalisza wyjechał Ikarus 280.26.
- maj 2008 – wycofanie z użytku Jelczy 120M i PR110M[4].
- 2009 – Klub Miłośników Komunikacji Miejskiej w Warszawie, przy udziale Kaliskich Linii Autobusowych, odrestaurował Sana H100B, który w latach 1973–1983 jeździł po mieście w barwach MPK Kalisz; zabytkowy autobus sprowadzono do Kalisza[4].
- 10 września 2010 – władze miasta Kalisza wykupiły 18,83% udziałów za kwotę 600 tys. zł, posiadanych przez brytyjskiego wspólnika, stając się tym samym 100% właścicielem spółki[4][6].
- 30 września 2010 – miasto zakupiło w ramach Europejskiego Funduszu Rozwoju Regionalnego, pięć nowych Solarisów Urbino 12[4].

### Od 2011
- 20 kwietnia 2011 – władze Kalisza, przejmując nieodpłatnie od Skarbu Państwa 100% udziałów spółki PKS Kalisz, utworzyły nowy podmiot Kaliskie Przedsiębiorstwo Transportowe, łączące obie spółki (KLA i PKS) w zakresie zarządzania[4].
- 6 października 2011 – po raz drugi w ramach Europejskiego Funduszu Rozwoju Regionalnego, zakupiono sześć nowych Solarisów Urbino 12, dwa przegubowe Solarisy Urbino 18 oraz dwa mini autobusy Kapena Urby[4].
- 27 stycznia 2014 – uruchomiono system sprzedaży biletów za pomocą telefonu komórkowego[4].
- 7 lutego 2014 – przeniesiono dotychczasową zajezdnię autobusową KLA przy ul. Majkowskiej 26 (funkcjonującej od 1956), do nowej siedziby z kompletnym zapleczem technicznym do obsługi i naprawy autobusów przy ul. Wrocławskiej 30-38[4].
- 19 lipca 2016 – Kaliskie Przedsiębiorstwo Transportowe zakupiło dla KLA za łączną kwotę 775 tys. zł pięć używanych Scanii OmniLink (2007) sprowadzonych ze Sztokholmu[7].
- 22 czerwca 2017 – na Głównym Rynku zaprezentowano dziesięć nowych Solarisów Urbino 12 IV generacji, zakupionych przez KLA za kwotę prawie 15 mln zł[8].
- grudzień 2017 – po raz pierwszy na ulice Kalisza wyjechały autobusy hybrydowe MAN Lion’s City Hybrid[9].
- 27 grudnia 2017 – Kaliskie Linie Autobusowe przejęły Kaliskie Przedsiębiorstwo Transportowe[10].
- lipiec 2018 – do Kalisza dostarczono 11 nowych autobusów hybrydowych MAN Lion’s City Hybrid[11].
- 1 lipca 2019 – wprowadzenie bezpłatnych przejazdów dla dzieci, młodzieży szkolnej, studentów, emerytów i rencistów[12].
- 1 stycznia 2023 – wprowadzenie na 2 lata bezpłatnych przejazdów dla posiadaczy Kaliskiej Karty Mieszkańca[13] i zaprzestanie wzajemnego honorowania biletów okresowych z MZK Ostrów Wlkp[14].

## Tabor
Poniższe tabele prezentują aktualny tabor KLA.

### Tabor liniowy
| Model                     | Rok produkcji     | Eksploatacja od   | Udogodnienia            | Udogodnienia                          | Udogodnienia           | Liczba |
| ------------------------- | ----------------- | ----------------- | ----------------------- | ------------------------------------- | ---------------------- | ------ |
| Isuzu Novociti Life       | 2018, 2020        | 2020              | przewóz osób na wózkach | klimatyzacja przestrzeni pasażerskiej | Internet bezprzewodowy | 2      |
| MAN Lion’s City Hybrid    | 2017, 2018        | 2017              | przewóz osób na wózkach | klimatyzacja przestrzeni pasażerskiej | Internet bezprzewodowy | 16     |
| Scania Citywide (CN280UB) | 2017              | 2017              | przewóz osób na wózkach | klimatyzacja przestrzeni pasażerskiej | Internet bezprzewodowy | 4      |
| Scania OmniCity (CN270UB) | 2008              | 2017              | przewóz osób na wózkach | klimatyzacja przestrzeni pasażerskiej | Internet bezprzewodowy | 1      |
| Scania OmniLink (CK270UB) | 2007              | 2016              | przewóz osób na wózkach |                                       | Internet bezprzewodowy | 1      |
| Solaris Urbino 10 III     | 2013              | 2013              | przewóz osób na wózkach | klimatyzacja przestrzeni pasażerskiej | Internet bezprzewodowy | 2      |
| Solaris Urbino 12 III     | 2010              | 2010              | przewóz osób na wózkach |                                       | Internet bezprzewodowy | 5      |
| Solaris Urbino 12 III     | 2011              | 2011              | przewóz osób na wózkach | klimatyzacja przestrzeni pasażerskiej | Internet bezprzewodowy | 6      |
| Solaris Urbino 12 III     | 2013              | 2020              | przewóz osób na wózkach | klimatyzacja przestrzeni pasażerskiej | Internet bezprzewodowy | 8      |
| Solaris Urbino 12 III     | 2014              | 2024              | przewóz osób na wózkach | klimatyzacja przestrzeni pasażerskiej | Internet bezprzewodowy | 4      |
| Solaris Urbino 12 IV      | 2017              | 2017              | przewóz osób na wózkach | klimatyzacja przestrzeni pasażerskiej | Internet bezprzewodowy | 10     |
| Solaris Urbino 12 IV      | 2020              | 2024              | przewóz osób na wózkach | klimatyzacja przestrzeni pasażerskiej | Internet bezprzewodowy | 1      |
| Solaris Urbino 12 IV      | 2016              | 2025              | przewóz osób na wózkach | klimatyzacja przestrzeni pasażerskiej | Internet bezprzewodowy | 2      |
| Solaris Urbino 15 III     | 2018              | 2023              | przewóz osób na wózkach | klimatyzacja przestrzeni pasażerskiej | Internet bezprzewodowy | 3      |
| Solaris Urbino 18 III     | 2011              | 2011              | przewóz osób na wózkach | klimatyzacja przestrzeni pasażerskiej | Internet bezprzewodowy | 2      |
| Solaris Urbino 18 IV      | 2017              | 2021              | przewóz osób na wózkach | klimatyzacja przestrzeni pasażerskiej | Internet bezprzewodowy | 1      |
| Wszystkie pojazdy         | Wszystkie pojazdy | Wszystkie pojazdy | 100%                    | 91%                                   | 100%                   | 68     |

### Tabor specjalny
| Model              | Rok produkcji     | Eksploatacja od   | Udogodnienia            | Udogodnienia                          | Liczba |
| ------------------ | ----------------- | ----------------- | ----------------------- | ------------------------------------- | ------ |
| MAN TGE            | 2020              | 2020              | przewóz osób na wózkach | klimatyzacja przestrzeni pasażerskiej | 2      |
| Volkswagen Crafter | 2013              | 2018              | przewóz osób na wózkach | klimatyzacja przestrzeni pasażerskiej | 2      |
| Wszystkie pojazdy  | Wszystkie pojazdy | Wszystkie pojazdy | 100%                    | 100%                                  | 4      |

## Linie autobusowe

### Linie regularne
Obecnie (wrzesień 2023) Kaliskie Linie Autobusowe obsługują 24 linie, w tym jedną linię nocną (N1).
| Numer linii | Trasa |
| 1           | - Kampus – Poznańska – Korczak – Stanczukowskiego – Dobrzecka – Szapocznikow – Wyszyńskiego – Podmiejska – Górnośląska – Harcerska – Kopernika – Chopina – Wodna – Parczewskiego – pl. Jana Pawła II – Warszawska – Łódzka – Okrąglicka – Kołobrzeska – Połaniecka – Będzińska – Chocimska – Łowicka – Lubelska – Leśna - Leśna – Lubelska – Łowicka – Chocimska – Będzińska – Połaniecka – Kołobrzeska – Okrąglicka – Łódzka – Warszawska – pl. Jana Pawła II – Babina – Wodna – Chopina – Kopernika – Harcerska – Górnośląska – Podmiejska – Wyszyńskiego – Szapocznikow – Dobrzecka – Stanczukowskiego – Korczak – Poznańska – Kampus |
| 1A          | - Kampus – Poznańska – Korczak – Stanczukowskiego – Dobrzecka – Szapocznikow – Wyszyńskiego – Podmiejska – Górnośląska – Harcerska – Kopernika – Chopina – Wodna – Parczewskiego – pl. Jana Pawła II – Warszawska – Łódzka – Zduny – Opatówek - Opatówek – Zduny – Łódzka – Warszawska – pl. Jana Pawła II – Babina – Wodna – Chopina – Kopernika – Harcerska – Górnośląska – Podmiejska – Wyszyńskiego – Szapocznikow – Dobrzecka – Stanczukowskiego – Korczak – Poznańska – Kampus |
| 3           | - Wyszyńskiego – Podmiejska – Górnośląska – Harcerska – Kopernika – Chopina – Wodna – Parczewskiego – pl. Jana Pawła II – Sukiennicza – al. Wolności – Częstochowska – Elektryczna - Elektryczna – Częstochowska – al. Wolności – Sukiennicza – pl. Jana Pawła II – Babina – Wodna – Chopina – Kopernika – Harcerska – Górnośląska – Podmiejska – Wyszyńskiego |
| 3A          | - Wyszyńskiego – Podmiejska – Górnośląska – Harcerska – Kopernika – Chopina – Wodna – Parczewskiego – pl. Jana Pawła II – Sukiennicza – al. Wolności – Częstochowska – Księżnej Jolanty – Pokrzywnicka – Szałe - Szałe – Pokrzywnicka – Księżnej Jolanty – Częstochowska – al. Wolności – Sukiennicza – pl. Jana Pawła II – Babina – Wodna – Chopina – Kopernika – Harcerska – Górnośląska – Podmiejska – Wyszyńskiego |
| 3B          | - Wyszyńskiego – Podmiejska – Górnośląska – Harcerska – Kopernika – Chopina – Wodna – Parczewskiego – pl. Jana Pawła II – Sukiennicza – al. Wolności – Częstochowska – Księżnej Jolanty – Starożytna – Borek – Wolica Szpital - Wolica Szpital – Borek – Starożytna – Księżnej Jolanty – Częstochowska – al. Wolności – Sukiennicza – pl. Jana Pawła II – Babina – Wodna – Chopina – Kopernika – Harcerska – Górnośląska – Podmiejska – Wyszyńskiego |
| 4           | - Wyszyńskiego – Podmiejska – Górnośląska – Harcerska – Kopernika – Chopina – Wodna – Parczewskiego – pl. Jana Pawła II – Sukiennicza – al. Wolności – Częstochowska – Szlak Bursztynowy – Spółdzielcza – Tatrzańska – Karpacka – Budowlanych – Częstochowska – Rzymska – Romańska – Zachodnia – Obozowa – Dworcowa – Górnośląska – Podmiejska – Wyszyńskiego |
| 5           | - Metalowców – Piwonicka – Obozowa – Dworcowa – Miast Partnerskich/Dworzec PKS – Dworzec PKP – Dworcowa – Górnośląska – Podmiejska – Stanczukowskiego – Korczak – Poznańska – Harcerska – Kopernika – Chopina – Wodna – Parczewskiego – pl. Jana Pawła II – Warszawska – Toruńska – Pucka – Skarszewska – Stawiszyńska – Żołnierska – Tuwima – Żeromskiego – Morelowa – Stawiszyńska – Godebskiego - Godebskiego – Stawiszyńska – Morelowa – Żeromskiego – Tuwima – Żołnierska – Stawiszyńska – Skarszewska – Pucka – Toruńska – Warszawska – pl. Jana Pawła II – Babina – Wodna – Chopina – Kopernika – Harcerska – Poznańska – Korczak – Stanczukowskiego – Podmiejska – Dworzec PKS/Górnośląska – Dworcowa – Obozowa – Piwonicka – Metalowców                                  |
| 6           | - Elektryczna – Częstochowska – Budowlanych – Polna – Legionów – Górnośląska – Podmiejska – Stanczukowskiego – Poznańska – Harcerska – Kopernika – Chopina – Wodna – Parczewskiego – pl. Jana Pawła II – Warszawska – Botaniczna – Borkowska – Skarszewska – Pucka - Pucka – Skarszewska – Borkowska – Botaniczna – Warszawska – pl. Jana Pawła II – Babina – Wodna – Chopina – Kopernika – Harcerska – Poznańska – Stanczukowskiego – Podmiejska – Górnośląska – Legionów – Polna – Budowlanych – Częstochowska – Elektryczna |
| 7           | - Dworzec PKS – Podmiejska – Górnośląska – Harcerska – Kopernika – Chopina – Wodna – Parczewskiego – pl. Jana Pawła II – Sukiennicza – al. Wolności – Częstochowska – Rzymska – Romańska – Zachodnia – Obozowa – Dworcowa – Miast Partnerskich – Dworzec PKS |
| 8           | - Wyszyńskiego – Podmiejska – al. Wojska Polskiego – Majkowska – Długosza – Złota – Bażancia – Wał Bernardyński - Wał Bernardyński – Bażancia – Złota – Długosza – Majkowska – al. Wojska Polskiego – Podmiejska – Wyszyńskiego |
| 9           | - Wyszyńskiego – Podmiejska – Górnośląska – Dworcowa – Grunwaldzka – Karpacka – Tatrzańska – Spółdzielcza – Kresowa – Polna – Kordeckiego – Częstochowska – Nowy Świat – Harcerska – Kopernika – Chopina – Wodna – Parczewskiego – pl. Jana Pawła II – Warszawska – Łódzka – Okrąglicka – Kołobrzeska – Połaniecka – Będzińska – Chocimska – Łowicka – Lubelska – Leśna - Leśna – Lubelska – Łowicka – Chocimska – Będzińska – Połaniecka – Kołobrzeska – Okrąglicka – Łódzka – Warszawska – pl. Jana Pawła II – Babina – Nowy Rynek – Chopina – Kopernika – Harcerska – Lipowa – Handlowa – Rzemieślnicza – Nowy Świat – Częstochowska – Kordeckiego – Polna – Kresowa – Spółdzielcza – Tatrzańska – Karpacka – Grunwaldzka – Dworcowa – Górnośląska – Podmiejska – Wyszyńskiego |
| 11          | - Wyszyńskiego – Podmiejska – Górnośląska – Legionów – Ułańska – Bankowa – al. Wolności – Sukiennicza – pl. Jana Pawła II – Warszawska – Łódzka – Okrąglicka – Kołobrzeska – Połaniecka – Będzińska – Chocimska – Łowicka – Lubelska – Leśna - Leśna – Lubelska – Łowicka – Chocimska – Będzińska – Połaniecka – Kołobrzeska – Okrąglicka – Łódzka – Warszawska – pl. Jana Pawła II – Sukiennicza – al. Wolności – Bankowa – Ułańska – Legionów – Górnośląska – Podmiejska – Wyszyńskiego |
| 12          | - Wyszyńskiego – Wojciechowskiego – Armii Krajowej – Skłodowskiej-Curie – al. Wojska Polskiego – Podmiejska – Górnośląska – Legionów – Ułańska – Bankowa – al. Wolności – Sukiennicza – pl. Jana Pawła II – 3 Maja – Chopina – Kopernika – Harcerska – Poznańska – Cmentarz Komunalny - Cmentarz Komunalny – Poznańska – Harcerska – Kopernika – Chopina – Wodna – Parczewskiego – pl. Jana Pawła II – Sukiennicza – al. Wolności – Bankowa – Ułańska – Legionów – Górnośląska – Podmiejska – al. Wojska Polskiego – Skłodowskiej-Curie – Armii Krajowej – Wojciechowskiego – Wyszyńskiego |
| 12K         | - Wyszyńskiego – Wojciechowskiego – Armii Krajowej – Skłodowskiej-Curie – al. Wojska Polskiego – Podmiejska – Górnośląska – Legionów – Ułańska – Bankowa – al. Wolności – Sukiennicza – pl. Jana Pawła II – 3 Maja – Chopina – Kopernika – Harcerska – Poznańska – Kościelna Wieś - Kościelna Wieś – Poznańska – Harcerska – Kopernika – Chopina – Wodna – Parczewskiego – pl. Jana Pawła II – Sukiennicza – al. Wolności – Bankowa – Ułańska – Legionów – Górnośląska – Podmiejska – al. Wojska Polskiego – Skłodowskiej-Curie – Armii Krajowej – Wojciechowskiego – Wyszyńskiego |
| 13          | - Rozwojowa – al. Wojska Polskiego – Skłodowskiej-Curie – Armii Krajowej – Wojciechowskiego – Wyszyńskiego – Podmiejska – Górnośląska – Harcerska – Kopernika – Chopina – Wodna – Parczewskiego – pl. Jana Pawła II – 3 Maja – Majkowska – Piłsudskiego – Wyspiańskiego – Boya-Żeleńskiego – Morelowa – Stawiszyńska – Godebskiego - Godebskiego – Stawiszyńska – Morelowa – Boya-Żeleńskiego – Wyspiańskiego – Piłsudskiego – Majkowska – 3 Maja – pl. Jana Pawła II – Babina – Wodna – Chopina – Kopernika – Harcerska – Górnośląska – Podmiejska – Wyszyńskiego – Wojciechowskiego – Armii Krajowej – Skłodowskiej-Curie – al. Wojska Polskiego – Rozwojowa |
| 14          | - Wyszyńskiego – Podmiejska – Górnośląska – Dworcowa – Obozowa – Zachodnia – Romańska – Rzymska – Częstochowska – Budowlanych – Karpacka – Tatrzańska – Spółdzielcza – Szlak Bursztynowy – Częstochowska – al. Wolności – Sukiennicza – pl. Jana Pawła II – Babina – Wodna – Chopina – Kopernika – Harcerska – Górnośląska – Podmiejska – Wyszyńskiego |
| 16          | - Wyszyńskiego – Podmiejska – Górnośląska – Dworcowa – Grunwaldzka – Karpacka – Tatrzańska – Spółdzielcza – Kresowa – Polna – Legionów – Nowy Świat – Harcerska – Kopernika – Chopina – Wodna – Parczewskiego – Nowy Rynek – Majkowska – Długosza – Złota – Bażancia – Wał Bernardyński - Wał Bernardyński – Bażancia – Złota – Długosza – Majkowska – Chopina – Kopernika – Harcerska – Lipowa – Handlowa – Rzemieślnicza – Nowy Świat – Legionów – Polna – Kresowa – Spółdzielcza – Tatrzańska – Karpacka – Grunwaldzka – Dworcowa – Górnośląska – Podmiejska – Wyszyńskiego |
| 17          | - Wał Bernardyński – Bażancia – Złota – Długosza – Majkowska – Chopina – Kopernika – Harcerska – al. Wojska Polskiego – Dobrzecka – św. Michała – Biskupice - Biskupice – św. Michała – Dobrzecka – al. Wojska Polskiego – Harcerska – Kopernika – Chopina – Wodna – Parczewskiego – Nowy Rynek – Majkowska – Długosza – Złota – Bażancia – Wał Bernardyński |
| 18          | - Wyszyńskiego – Wojciechowskiego – Armii Krajowej – Skłodowskiej-Curie – al. Wojska Polskiego – Wrocławska – Górnośląska – Legionów – Ułańska – Bankowa – al. Wolności – Sukiennicza – pl. Jana Pawła II – Stawiszyńska – Żołnierska – Tuwima – Żeromskiego – Boya-Żeleńskiego – Staffa – Szymanowskiego – Długa – Kolonia Skarszewek - Kolonia Skarszewek – Długa – Szymanowskiego – Staffa – Boya-Żeleńskiego – Żeromskiego – Tuwima – Żołnierska – Stawiszyńska – pl. Jana Pawła II – Sukiennicza – al. Wolności – Bankowa – Ułańska – Legionów – Górnośląska – Wrocławska – al. Wojska Polskiego – Skłodowskiej-Curie – Armii Krajowej – Wojciechowskiego – Wyszyńskiego |
| 19          | - Wał Bernardyński – Bażancia – Złota – Długosza – Majkowska – 3 Maja – pl. Jana Pawła II – Babina – Wodna – Chopina – Kopernika – Harcerska – Lipowa – Handlowa – Rzemieślnicza – Nowy Świat – Legionów – Górnośląska – Podmiejska – al. Wojska Polskiego – Wrocławska – Nowe Skalmierzyce – Skalmierzyce - Skalmierzyce – Nowe Skalmierzyce – Wrocławska – al. Wojska Polskiego – Podmiejska – Górnośląska – Legionów – Nowy Świat – Harcerska – Kopernika – Chopina – Wodna – Parczewskiego – pl. Jana Pawła II – 3 Maja – Majkowska – Długosza – Złota – Bażancia – Wał Bernardyński |
| 20          | - Dworzec PKS – Podmiejska – Górnośląska – Dworcowa – Grunwaldzka – Karpacka – Tatrzańska – Spółdzielcza – Kresowa – Skalmierzycka – Nowy Świat – Śródmiejska – al. Wolności – Sukiennicza – pl. Jana Pawła II – 3 Maja – Majkowska - Majkowska – Chopina – Kopernika – Harcerska – Lipowa – Handlowa – Rzemieślnicza – Nowy Świat – Skalmierzycka – Kresowa – Spółdzielcza – Tatrzańska – Karpacka – Grunwaldzka – Dworcowa – Miast Partnerskich – Dworzec PKS |
| 21          | - Rajskowska – Łódzka – Szlak Bursztynowy – Braci Niemojowskich – Warszawska – pl. Jana Pawła II – Sukiennicza – al. Wolności – Bankowa – Ułańska – Nowy Świat – Harcerska – Kopernika – Chopina – Wodna – Parczewskiego – pl. Jana Pawła II – Warszawska – Braci Niemojowskich – Szlak Bursztynowy – Łódzka – Rajskowska |
| 22          | - Wyszyńskiego – Wojciechowskiego – Armii Krajowej – Skłodowskiej-Curie – al. Wojska Polskiego – Podmiejska – Górnośląska – Serbinowska – Widok – Mickiewicza – Dobrzecka – al. Wojska Polskiego – Harcerska – Kopernika – Chopina – Wodna – Parczewskiego – pl. Jana Pawła II – Warszawska – Braci Niemojowskich – Szlak Bursztynowy – Wzgórza Kalisza - Wzgórza Kalisza – Szlak Bursztynowy – Braci Niemojowskich – Warszawska – pl. Jana Pawła II – Babina – Nowy Rynek – Chopina – Kopernika – Harcerska – al. Wojska Polskiego – Dobrzecka – Mickiewicza – Widok – Serbinowska – Górnośląska – Podmiejska – al. Wojska Polskiego – Skłodowskiej-Curie – Armii Krajowej – Wojciechowskiego – Wyszyńskiego                                                                     |
| N1          | - Wyszyńskiego – Podmiejska – Górnośląska – Harcerska – Poznańska – rondo NSZZ „Solidarność” – Poznańska – Harcerska – Kopernika – Chopina – Wodna – Parczewskiego – pl. Jana Pawła II – Warszawska – Łódzka – Lubelska - Lubelska – Łódzka – Warszawska – pl. Jana Pawła II – Babina – Wodna – Chopina – Kopernika – Harcerska – Poznańska – rondo NSZZ „Solidarność” – Poznańska – Harcerska – Górnośląska – Podmiejska – Wyszyńskiego |

### Linie turystyczne

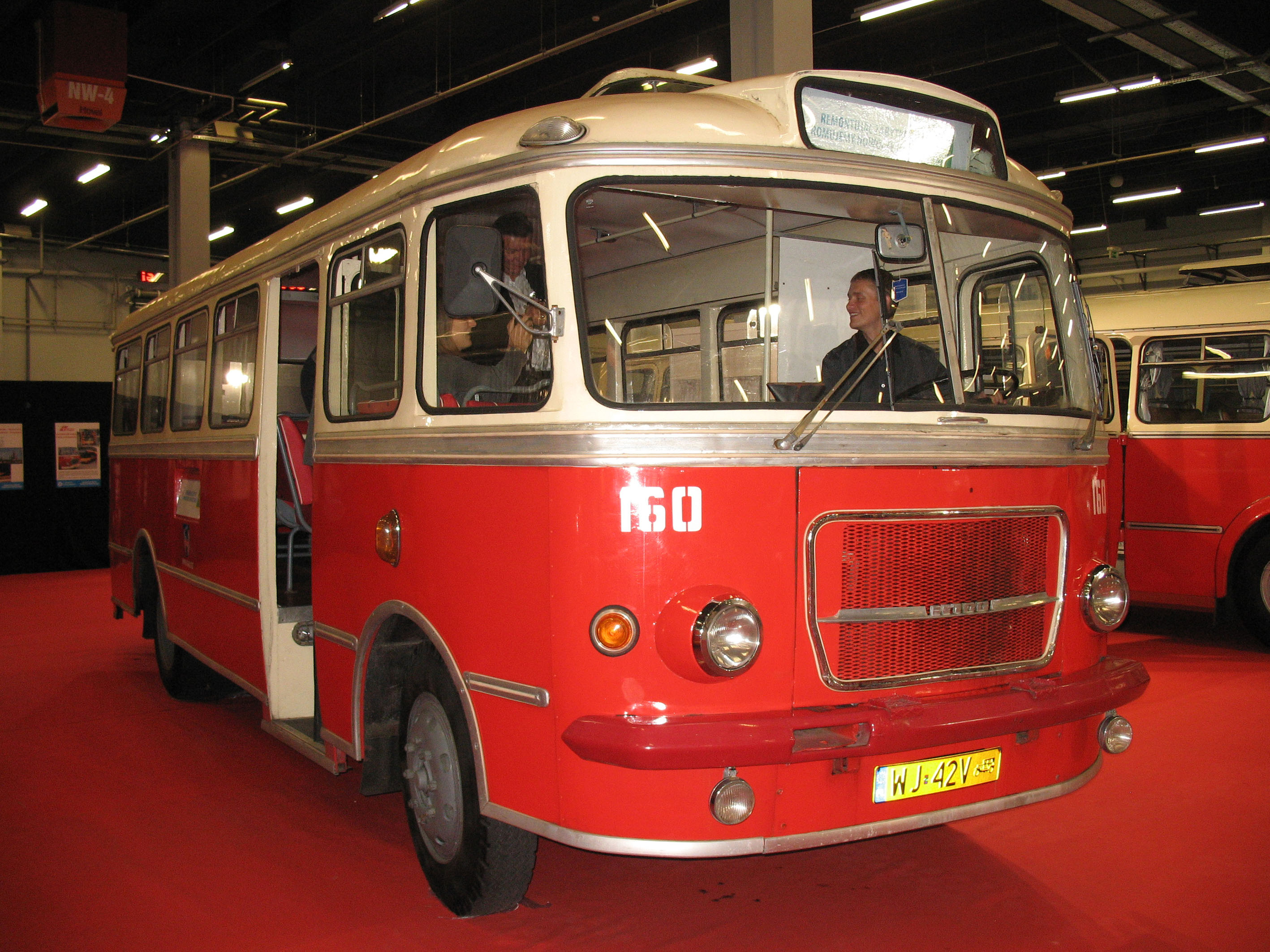
San H100B obsługujący linię turystyczną

Jedna z linii turystycznych obsługiwana jest przez Sana H100B, który w latach 1973–1983 należał do MPK Kalisz, a w latach 2007–2008 został gruntownie odremontowany przez Klub Miłośników Komunikacji Miejskiej w Warszawie będący obecnie właścicielem autobusu. Uruchamiane są także linie obsługiwane przez Jelcza 043 w wersji cabrio. Trasy co roku ulegają zmianie. Stałym celem jednej z nich jest Zawodzie (linia Kalisz Piastowski).